# Krefft-Gleithörnchenbeutler
Der Krefft-Gleithörnchenbeutler (Petaurus notatus), auch Östlicher Kurzkopf-Gleitbeutler genannt, ist eine Beuteltierart aus der Gattung der Gleithörnchenbeutler, die im östlichen Australien westlich der Great Dividing Range von South Australia bis in den Norden von Queensland vorkommt. Bei den vom Menschen nach Tasmanien eingeführten Gleithörnchenbeutlern handelt es sich wahrscheinlich ebenfalls um den Krefft-Gleithörnchenbeutler. Die Art ist damit wahrscheinlich die in Australien am weitesten verbreitete Gleithörnchenbeutlerart.

## Merkmale
Der Krefft-Gleithörnchenbeutler hat einen gut sichtbaren Rückenstreifen, der zwischen den Hinterbeinen endet. Verglichen mit den Schwänzen des Kurzkopfgleitbeutlers (Petaurus breviceps) und des Nordaustralischen Kurzkopf-Gleitbeutlers (P. ariel) ist der Schwanz von des Krefft-Gleithörnchenbeutlers deutlicher spitz zum Ende zulaufend, was durch längere Haare an der Schwanzbasis und kürzere Haare an der Schwanzspitze verursacht wird. Der Durchmesser der Augenhöhle ist beim Krefft-Gleithörnchenbeutler größer als bei den anderen kleinen Gleithörnchenbeutlern. Das Nasenbein ist schmaler als das des Kurzkopfgleitbeutlers und die Jochbogenbreite ist normalerweise größer. Ansonsten sind die Schädel des Kurzkopfgleitbeutlers und der des Krefft-Gleithörnchenbeutlers gleich.
Der Neotyp des Krefft-Gleithörnchenbeutlers hat eine Kopf-Rumpf-Länge von 20 cm, der Schwanz ist genau so lang. Die Ohren sind 19 mm lang, der Vorderfuß 20 mm und der Hinterfuß 21 mm. Er hat eine rauchgraue bis hell rauchgraue Körperfärbung und einen olivbraunen mittigen Rückenstreifen, der 4 mm hinter der Nasenspitze beginnt und 4 cm vor der Schwanzbasis ausläuft. Seine Breite beträgt 11 mm zwischen den Augen und 4 mm zwischen den Schulterblättern; danach wird er immer schmaler. In der Rückenmitte sind die Haare 15 mm lang, die unteren 11 mm sind hellgrau, die folgenden 2 mm sind braun und die Spitze ist grau bis weiß, was zu einem leicht gesprenkelten Aussehen des Fells führt. Das Kopfhaar ist olivfarben mit einem rötlichen Einschlag. Die Augen sind von schmalen rötlich-schwarzen Ringen umgeben. Die Gleitmembran ist olivbraun und ihr Haar ist etwa 6 mm lang. Der Schwanz ist rauchgrau bis olivbraun. Seine Spitze ist weiß.

## Systematik

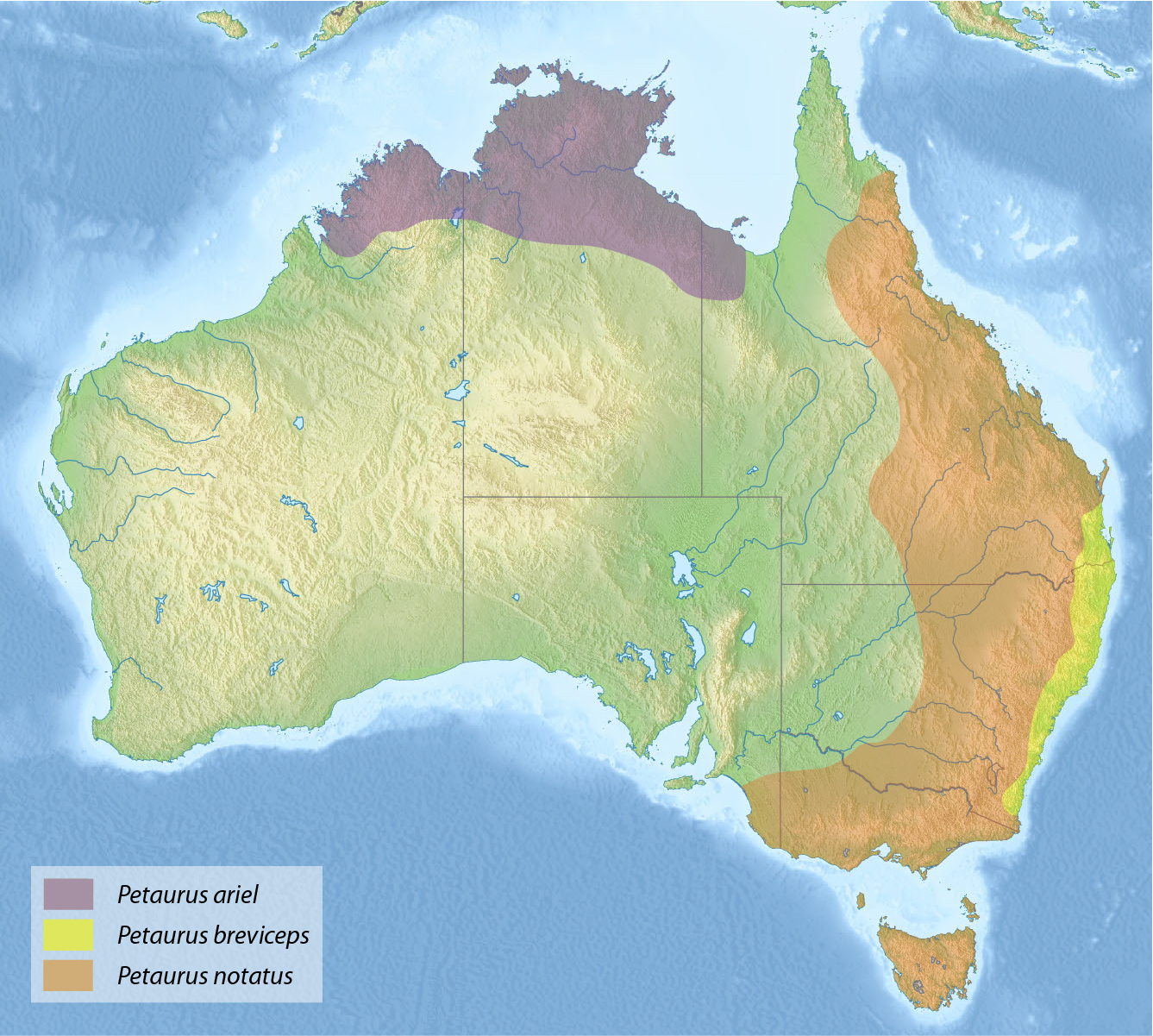
Die Verbreitungsgebiete von drei Gleitbeutlerarten in Australien

Die Art wurde im Jahr 1859 anhand von Typusexemplaren, die der deutsch-australische Zoologe Gerard Krefft gesammelt hatte, durch den deutschen Naturforscher Wilhelm Peters erstmals wissenschaftlich beschrieben. Im Jahr 1888 synonymisierte der britische Zoologe Oldfield Thomas die Art mit dem Kurzkopfgleitbeutler (Petaurus breviceps). Eine Mitte 2020 veröffentlichte taxonomische Untersuchung von Petaurus breviceps ergab, dass die der Art zugerechneten Exemplare westlich der Great Dividing Range sich in ihrer mitochondrialen DNA deutlich von denen östlich der Great Dividing Range unterscheiden, es sich also bei den bisher unter der Bezeichnung Petaurus breviceps geführten Gleithörnchenbeutler um unterschiedliche Arten handeln muss. Da als Terra typica von Petaurus breviceps die Umgebung von Sydney angegeben wird, was an der Küste östlich der Great Dividing Range liegt, muss für die westlich der Great Dividing Range vorkommenden Gleithörnchenbeutler eine neue Artbezeichnung gefunden werden. Dafür stand die Bezeichnung Petaurus notatus zur Verfügung, da die Terra typica dieser Art die große Bucht Port Phillip an der Südküste Australiens ist, was westlich der Great Dividing Range liegt.